# Pierre Joseph Rossier
Pierre Joseph Rossier (16 de julho de 1829 - 22 de outubro de 1886) foi um fotógrafo suíço pioneiro cujas fotografias de albumina, que incluem estereografias e cartes-de-visite, compreendem retratos, paisagens urbanas e paisagens. Ele foi contratado pela empresa londrina Negretti and Zambra para viajar para a Ásia e documentar o progresso das tropas anglo-francesas na Segunda Guerra do Ópio e, embora não tenha se juntado a essa expedição militar, permaneceu na Ásia por vários anos, produzindo as primeiras fotografias comerciais da China, Filipinas, Japão e Sião (atual Tailândia). Foi o primeiro fotógrafo profissional do Japão, onde treinou Ueno Hikoma, Maeda Genzō, Horie Kuwajirō, além de membros menos conhecidos da primeira geração de fotógrafos japoneses. Na Suíça, ele estabeleceu estúdios fotográficos em Friburgo e Einsiedeln, e também produziu imagens em outras partes do país. Rossier é uma figura importante no início da história da fotografia não apenas por causa de suas próprias imagens, mas também por causa do impacto crítico de seu ensino nos primeiros dias da fotografia japonesa.

## Identidade e origens
Até muito recentemente, pouco se sabia sobre Rossier; até mesmo seu nome de batismo era um mistério. Em seu próprio tempo, ele às vezes era referido como "P. Rossier" e outras vezes como "M. Rossier". Documentos descobertos nos arquivos da cidade de Friburgo finalmente provaram que seu nome de batismo era Pierre, e pode-se supor que o "M" em "M. Rossier" significava "em francês: Monsieur". Por muito tempo se pensou que ele era da França e, enquanto estava no Japão, foi até referido como um "inglês"; no entanto, pesquisas recentes revelaram que Rossier era suíço, nascido em 16 de julho de 1829 em Grandsivaz, uma pequena aldeia no cantão de Friburgo . Ele era o quarto de dez filhos de uma família de agricultores de recursos modestos. Aos dezesseis anos tornou-se professor em uma escola de um vilarejo vizinho, mas em 1855 recebeu um passaporte para visitar a França e a Inglaterra para trabalhar como fotógrafo.
Em algum momento depois de deixar a Suíça e chegar à Inglaterra, Rossier foi contratado pela firma Negretti and Zambra para viajar à China para fotografar a Segunda Guerra do Ópio (1858–1860). Pode ser que a empresa considerasse a cidadania suíça de Rossier um trunfo para tal viagem, que a neutralidade de seu país pudesse ajudá-lo a encontrar passagem a bordo de navios britânicos ou franceses. Levando em consideração os altos custos e incertezas incorridos pela empresa e os riscos potenciais para o próprio Rossier, esta foi uma comissão importante.

## Fotografia na Ásia

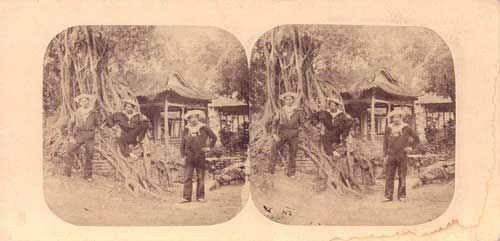
Marinheiros franceses em Cantão, 1858. Estereógrafo, impressões de prata albumina.

Rossier estava em Hong Kong em 1858 e logo começou a tirar fotos, principalmente em Canton e arredores (agora Guangzhou ).  Em novembro de 1859, Negretti e Zambra publicaram um conjunto de cinquenta das visões de Rossier, incluindo estereografias . Estes receberam críticas favoráveis em periódicos fotográficos da época. Em 1858 ou 1859, Rossier viajou para as Filipinas, onde visitou e fotografou o vulcão Taal . Rossier estava no Japão em 1859, produzindo fotografias primeiro em Nagasaki, depois em Kanagawa, Yokohama e Edo (atual Tóquio); ele foi o primeiro fotógrafo profissional a chegar ao Japão. Uma das fotografias que Rossier tirou durante o verão de 1859, enquanto estava em Nagasaki, era um retrato do filho de Philipp Franz von Siebold, Alexander, e um grupo de samurais do clã Nabeshima.
Em outubro de 1860, Rossier havia retornado a Nagasaki, onde tirou fotos do porto em nome do cônsul britânico, George S. Morrison, pelas quais Rossier recebeu $ 70.  Embora as fotos de Rossier do Japão tenham sido anunciadas por Negretti e Zambra em pelo menos duas ocasiões em 1860, a empresa não as publicou até outubro ou novembro de 1861. Cinco das vistas de Rossier do Japão apareceram anteriormente, no livro de George Smith, Ten Weeks in Japan, em abril de 1861, e naquele mês de julho, oito das fotografias de Rossier no Japão apareceram na forma de litografias no livro de Henry Arthur Tilley, Japan, the Amoor, e o Pacífico. Uma edição de 1861 do Illustrated London News incluiu várias gravuras sob o título coletivo Domestic Life in China, as imagens foram tiradas das estereografias de Rossier. Uma das fotografias que Negretti e Zambra anunciaram em 1860 tornou-se a primeira fotografia comercial tirada no Japão a ser publicada e é a mais antiga fotografia japonesa colorida à mão conhecida.
Graças a uma série de documentos da época, agora é certo que as fotografias de Negretti e Zambra da China e do Japão foram tiradas por Rossier, mas por muitos anos pensou-se que poderiam ter sido tiradas por Walter B. Woodbury, que também tinha negócios com Negretti e Zambra, mas morava em Batávia (atual Jacarta ), ou Abel Gower, que era fotógrafo amador no Japão. A coleção de fotografias da Universidade de Leiden inclui um retrato, supostamente de Gower, assinado "P. Rossier", e em 1859 Rossier e Gower compartilharam passagem a bordo do HMS Sampson de Nagasaki para Edo.